# Distrito Escolar Independiente de Corsicana
El Distrito Escolar Independiente de Corsicana (Corsicana Independent School District o CISD) es un distrito escolar de Texas. Tiene su sede en Corsicana.
Sirve a partes de los condados de Navarro y Freestone.
En el otoño de 2013 tenía 5.996 estudiantes y 720 empleados. Gestiona cinco escuelas primarias, una escuela intermedia, una escuela secundaria, y una escuela preparatoria.

## Escuelas
- Corsicana High School (grados 9-12)
- Collins Middle School (grados 7-8)
- Drane Intermediate School (grado 6)

Escuelas primarias (grados K-5)
- Carroll
- Fannin
- Navarro
- Sam Houston